# 3 Mustaphas 3
3 Mustaphas 3 ist eine britische Weltmusik-Gruppe, die im Jahr 1982 gegründet wurde und bis 1991 aktiv war.

## Bandgeschichte
Laut den Linernotes ihrer Alben wurde die Band angeblich in einer Stadt Namens Szegerely auf dem Balkan gegründet, wo sie im Crazy Loquat Club spielten, bevor die Mitglieder in Kühlschränken nach England transportiert wurden.
Gründungsmitglieder der Band waren Lu Edmonds (alias Uncle Patrel Mustapha bin Mustapha), Ben Mandelson (alias Hijaz Mustapha), Nigel Watson (alias Houzam Mustapha), Salah Dawson Miller (alias Isfa'ani Mustapha), Ray „Chopper“ Cooper (alias Oussack Mustapha) und Tim Fienburgh (alias Niaveti III).
Die Stammbesetzung besteht aus Ben Mandelson (alias Hijaz Mustapha), Tim Fienburgh (alias Niaveti III), Colin Bass (alias Sabah Habas Mustapha) und Nigel Watson (alias Houzam Mustapha). Daneben musizieren viele andere Mustaphas – alle vermeintliche Neffen von Onkel Patrel Mustapha.
Ungeachtet der Behauptung, vom Balkan zu stammen, spielt die Band Musik aus allen Kontinenten und über alle Genres hinweg. Mit die ersten Aufnahmen der Band entstanden im Rahmen der John-Peel-Sessions 1985; diese Aufnahmen wurden dann in der BRD als Album (From The Balkans To Your Heart / The Radio Years) veröffentlicht. In ihrer aktiven Phase bis 1991 folgten weitere Alben und Liveauftritte in den USA, in vielen Ländern West- und Osteuropas und auch in Japan. Das 1990 erschienene Album Soup Of The Century  wurde von der US-Organisation NAIRD (National Association of Independent Record Distributors) als Best World Music/International Album ausgezeichnet.
Die Band tritt nicht mehr gemeinsam auf und nimmt auch keine Alben mehr auf, hat sich aber offiziell nicht aufgelöst.

## Diskographie

### Alben
- 1986: 3 Mustaphas 3 - From The Balkans To Your Heart / The Radio Years (Exil Musik GmbH)
- 1986: 3 Mustaphas 3 Presents: L'Orchestre „Bam“ De Grand Mustapha International And Party - Local Music (Globe Style)
- 1987: 3 Mustaphas 3 - Shopping (Globe Style)
- 1987: 3 Mustaphas 3 - Si Vous Passez Par La / Shouffi Rhirou / ¿Voulez-Vous Danser? (Off The Track Records)
- 1989: 3 Mustaphas 3 - Heart Of Uncle (Ace Records)
- 1990: 3 Mustaphas 3 - Soup Of The Century (Ace Records)
- 1991: 3 Mustaphas 3 - Friends, Friends & Fronds

### Singles und EPs
- 1985: 3 Mustaphas 3 - Bam! Mustaphas Play Stereo (Globe Style)
- 1986: 3 Mustaphas 3 - Si Vous Passez Par Là (Globe Style)
- 1987: 3 Mustaphas 3 - Shouffi Rhirou / ¿Voulez-Vous Danser? / Darling Don't Say 'No (Globe Style)
- 1987: 3 Mustaphas 3 - Si Vous Passez Par La / Shouffi Rhirou (Off The Track Records)
- 1988: 3 Mustaphas 3 - Linda Linda (Globe Style)
- 1988: Trouble Fezz Meets 3 Mustaphas 3 - Fiz'n - DJ Trouble Fezz meets 3M3 ?Shall We Take It To The Fridge? (Globe Style)
- 1990: 3 Mustaphas 3 - Bukë E Kripë Në Vatër Tonë (Globe Style)